# Tetraneuromyia nobilis
Tetraneuromyia nobilis är en tvåvingeart som först beskrevs av Ephraim Porter Felt 1913.  Tetraneuromyia nobilis ingår i släktet Tetraneuromyia och familjen gallmyggor.
Artens utbredningsområde är Maine. Inga underarter finns listade i Catalogue of Life.